# Dunne lens

In de geometrische optica verstaat men onder een dunne lens een lens waarvan de dikte ten opzichte van de brandpuntsafstand kan worden verwaarloosd. De brandpuntsafstand wordt zoals algemeen gedefinieerd als de afstand tussen het brandpunt en 'de lens'. Doordat de dikte van de lens toch wordt verwaarloosd, maakt het niet uit of men de brandpuntsafstand meet vanaf het midden van de lens of vanaf het oppervlak ervan. Deze dunnelensbenadering wordt vaak in combinatie met de paraxiale benadering gebruikt.
Het kan zijn dat de lens er te dik voor is, dat de verschillende benaderingen die voor dunne lenzen werden gebruikt, niet meer kunnen worden gebruikt. Er zijn dan geheel andere rekenwijzen nodig en men spreekt over een dikke lens.